# Burdon (Anglia)
Burdon – wieś i civil parish w Anglii, w hrabstwie ceremonialnym Tyne and Wear, w dystrykcie metropolitalnym Sunderland. Leży 20 km na południowy wschód od centrum Newcastle i 381 km na północ od Londynu. W 2011 civil parish liczyła 991 mieszkańców.